# Higatangan Island
Higatangan Island ist der Name einer Insel der Provinz Biliran auf den Philippinen. Sie liegt etwa 4 km vor der Nordküste der Insel Leyte, 17 km östlich von Carnaza Island und 12 km westlich der Insel Biliran am Übergang von der Samar-See in die Visayas-See. Auf der Insel liegen die beiden Barangays Libertad und Mabini, diese werden von der Großraumgemeinde Naval verwaltet.
Higatangan Island ist durch tektonische Kräfte entstanden und hat eine abgerundete rechteckige Form. Die höchste Erhebung ist der 46 Meter hohe Marcos Point, er wurde nach dem ehemaligen Präsidenten der Philippinen Ferdinand Marcos benannt. Er hatte den Zweiten Weltkrieg auf der Insel verbracht. Die Insel ist mit dichter, tropischer Vegetation bewachsen und ist trotz der weißen Sandstrände, der exotischen Felsformationen und der flachen, klaren Gewässer vom Massentourismus bisher verschont geblieben.
Maripipi Island kann vom Hafen der Gemeinde Naval aus erreicht werden, die Fahrt mit der Fähre dauert ca. 45 Minuten.